# 류인범
류인범(柳寅範, 1931년 10월 25일~1997년 8월 16일)은 대한민국의 정치인이다. 제11대 국회의원을 지냈다.

## 학력
- 대전원동초등학교(폐교)
- 대전공업학교(현 한밭대학교)
- 서울대학교 문리대 정치학과 학사

## 경력
- 대전공고ㆍ홍성고ㆍ대전고교사
- 대성학원장
- 대전공업고등학교 동창회 회장
- 대전차ㆍ유종친회장
- 충남유도협회 회장
- 민주한국당 중앙당기위원회 부위원장
- 국회예결위원
- 제4차AIPO한국대표
- 민주한국당 충청남도 지역지구당위원회 부위원장
- 배재대학교 초빙교수
- 대전대학교 특임강사

## 역대 선거 결과
|  | 21.99% |

|  | 13.65% |

|  | 17.98% |